# Giannis Dragatsis
Giannis Dragatsis (griechisch Γιάννης Δραγάτσης, Künstlername Ogdontakis (Ογδοντάκης), * 1886 in Smyrna; † 1958 in Athen) war ein griechischer Rembetikomusiker und Violinenspieler.
Giannis wuchs in einer musikalischen Familie auf und wurde schon früh musikalisch gefördert. Viele seiner Verwandten spielten in der in Smyrna sehr bekannten Gruppe I Ogdontakides (Οι Ογδοντάκηδες). Bald entwickelte er sich zu einem weithin bekannten Violinenspieler. Es ist nicht auszuschließen, dass viele der Aufnahmen des frühen 20. Jahrhunderts aus Smyrna auf seinen Notationen basieren. Er soll mehr als 65 Dromoi (δρόμοι) gekannt haben. Giannis kam während des Griechisch-Türkischen Krieges 1922 in türkische Gefangenschaft, wurde aber wegen seiner Bekanntheit von den türkischen Soldaten verschont. 1923 ging er nach Griechenland. Mit anderen ebenfalls aus Kleinasien stammenden Musikern darunter Spiros Peristeris, Andonios Diamandidis (Dalgas) und Kostas Karipis trat Giannis in Tavernen auf. Als Komponist und Violinist, war er sehr gefragt. Neben Dimitris Semsis (Salonikios) war er der beste Violinenspieler seiner Zeit.
Zusammen mit Panagiotis Toundas, Stavros Peristeris, Kostas Skarvelis und Dimitrios Semsis gehörte er einer neuen Musikergeneration an.
Einige seiner mehrere Hundert Aufnahmen, auf denen er auch als Violinenspieler zu hören ist, wurden zu Klassikern und gehören ins Repertoire zeitgenössischer Künstler wie Haris Alexiou und Glykeria.
- 1928: Elenaki (Ελενάκι), Vangelis Sofroniou, Roza Eskenazy, Haris Alexiou
- 1931: Methismenos (Μεθυσμένος), Kostas Roukounas, Samiotaki
- 1932: Tha Metho Ke Tha Ta Spao (Θα μεθώ και θα τα σπάω), Marika Frantzeskopoulou, Politissa; Haris Alexiou
- 1932: Kamomatou (Καμωματού), Marika Frantzeskopoulou
- 1934: Dio kardies ponemenes (Δυο καρδιές πονεμένες), Rita Abadzi

Das Verbot östlicher Einflüsse in der Musik während der Metaxas-Diktatur empfand er, wie viele andere Musiker aus Kleinasien auch, als untragbar und trat aus diesem Grund nicht mehr auf. Nach dem Krieg kehrte er nicht mehr ins Musikleben zurück. Lediglich zu Hochzeiten und anderen Festlichkeiten spielte er Violine und gab Unterricht.